# Bras d'Or Yacht Club
Le Bras d'Or Yacht Club est un club nautique de Baddeck en Nouvelle-Écosse. Il est situé en rive du Lac Bras d'Or.
Le club a été fondé en 1904 par Gilbert Hovey Grosvenor, H. Percy Blanchard et Arthur William McCurdy. Son clubhouse a été construit en 1913.
Un autre membre célèbre, John Alexander Douglas McCurdy pionnier de l'aviation canadienne  et Lieutenant Gouverneur de Nouvelle-Écosse, a créé la Coupe McCurdy pour les régatiers du club. Alexander Graham Bell inventeur du téléphone était aussi membre de ce club.